# Magnus Samuelsson
Magnus Samuelsson, född 21 december 1969 i Tidersrums socken, Kinda kommun, Östergötland, är en svensk före detta strongman-utövare och lantbrukare. År 1998 vann han vid en tävling i Marocko titeln som Världens starkaste man. Han har stått på prispallen fem gånger. Han har vunnit tävlingen Sveriges starkaste man nio gånger, första gången 1995. Samuelsson bor i Tidersrum.

## Strongman
Magnus Samuelsson har kallats ”The Giant Swede” och ibland även ”The King of Stones” på grund av sin framgång i strongmangrenen Atlas Stenar. Grenen går ut på att man lyfter stora stenkulor upp på ett podium. Magnus Samuelsson och brodern Torbjörn imponerades av Jón Páll Sigmarsson som i mitten av 1980-talet hade titeln ”Världens starkaste man”. Samtidigt var Arnold Schwarzenegger populär, och när Samuelsson var 16 år gammal fick han en skivstång och en träningshandbok skriven av Schwarzenegger.
Samuelsson har alltid varit naturligt stark och klarade som 16-åring 100 kg första gången han provade på bänkpress. Han insåg sin talang och började träna 6–7 dagar i veckan. Målet med träningen var inget annat än att bli riktigt stark.
Magnus Samuelsson karriär som strongman inleddes efter att han vunnit Sveriges Starkaste Man 1995 och därmed fick en inbjudan till Världens Starkaste Man. På sin första Världens Starkaste Man-tävling 1995 lyckades han ta sig till final trots liten erfarenhet av sporten och en lägre kroppsvikt än sina medtävlare. De efterföljande åren gjorde han en seriös satsning på strongmansporten och lyckades 1998 vinna Världens Starkaste Man efter att ha kommit på en tredjeplats året innan.
Samuelsson blev 1998 den tjugonde i världen att certifiera sig för Captain of Crush, vilket innebär att han lyckats stänga en CoC #3-gripper, som har ett motstånd på cirka 130 kg (280 lbs) (vikt enligt Ironmind). Han blev 2004 den femte i världen att certifiera sig för att klara CoC #4 med ett motstånd på cirka 165 kg (365 lbs) (vikt enligt Ironmind).

### Personliga rekord
- Knäböj: 280 kg x 10 med midjebälte och knälindor
- Bänkpress: 300 kg. 270x2 kg RAW under träning.
- Marklyft: 375kg med midjebälte

### Statistik
- Bröstkorg: 160 cm som mest
- Midja: 104 cm
- Överarmar: 60 cm
- Längd: 200 cm
- Tävlingsvikt: 150 kg (156 kg som tyngst)
- Axelbredd mätt bakifrån: 90 cm

### Meritlista
| År   | Tävling                                | Placering |
| ---- | -------------------------------------- | --------- |
| 1995 | Världens starkaste man                 | 10:e      |
| 1995 | Sveriges starkaste man                 | 1:a       |
| 1996 | Sveriges starkaste man                 | 1:a       |
| 1996 | World Muscle Power                     | 2:a       |
| 1997 | Världens starkaste man                 | 3:e       |
| 1997 | Sveriges starkaste man                 | 1:a       |
| 1997 | Glasgow Open                           | 1:a       |
| 1998 | Världens starkaste man                 | 1:a       |
| 1998 | Helsinki Strongman                     | 4:e       |
| 1998 | World's Strongest Team                 | 3:e       |
| 1998 | Faroe GP                               | 1:a       |
| 1998 | World Strongman Challange              | 1:a       |
| 1999 | Världens starkaste man                 | 5:e       |
| 1999 | Faroe GP                               | 3:e       |
| 1999 | Beauty and the Beast                   | 1:a       |
| 1999 | Iceland Viking of the North            | 2:a       |
| 1999 | World's Strongest Team                 | 2:a       |
| 1999 | Sveriges starkaste man                 | 1:a       |
| 1999 | Helsinki GP                            | 4:e       |
| 1999 | Czech GP                               | 1:a       |
| 2000 | Världens starkaste man                 | 3:e       |
| 2000 | Faroe GP                               | 3:e       |
| 2000 | Ireland GP                             | 1:a       |
| 2000 | Europe Strongman Classic               | 2:a       |
| 2000 | Helsinki GP                            | 2:a       |
| 2000 | Polen GP                               | 1:a       |
| 2000 | China GP                               | 1:a       |
| 2000 | Romanian GP                            | 1:a       |
| 2000 | Sveriges starkaste man                 | 1:a       |
| 2001 | Beauty and the Beast                   | 1:a       |
| 2001 | World Muscle Power                     | 2:a       |
| 2001 | Europe's Strongest Man                 | 3:e       |
| 2001 | Santa Domingo                          | 2:a       |
| 2001 | Prague GP                              | 3:e       |
| 2001 | Dutch GP                               | 2:a       |
| 2001 | Sveriges starkaste man                 | 1:a       |
| 2001 | Världens starkaste man                 | 2:a       |
| 2001 | Stockholm GP                           | 1:a       |
| 2001 | World Strongman Super Series           | 1:a       |
| 2002 | Världens starkaste man                 | Final     |
| 2003 | World Muscle and Power                 | 3:e       |
| 2003 | World Record Breakers                  | 3:e       |
| 2003 | Sveriges starkaste man                 | 1:a       |
| 2003 | World Strongman Stars                  | 2:a       |
| 2003 | Världens starkaste man                 | 4:e       |
| 2004 | Sveriges starkaste man                 | 1:a       |
| 2004 | Världens starkaste man                 | 3:e       |
| 2004 | Superseries GP Göteborg                | 1:a       |
| 2005 | Sveriges starkaste man                 | 1:a       |
| 2005 | IFSA Nordic Championship               | 2:a       |
| 2007 | Viking Power Challenge                 | 3:e       |
| 2007 | Världens starkaste man                 | 5:e       |
| 2008 | Jesse Marunde Invitational             | 3:e       |
| 2008 | Battle of the Giants, WSM Super Series | 1:a       |

## TV och film
Samuelsson har medverkat i en rad TV-program och som skådespelare i filmer och TV-serier.
- Samuelsson har vid fyra tillfällen medverkat som tävlande i TV-programmet Fångarna på fortet på TV4: 1998, 2003, 2010 och 2011.
- Samuelsson fick ett erbjudande om en roll i storfilmen Gladiator (2000), som han dock tackade nej till.[9]
- Samuelsson hade en gästroll i ett avsnitt av den första säsongen av TV-serien Hem till Midgård som sändes i TV4 våren 2003, där han spelade en jättestark man från Sibirien.
- Samuelsson medverkade som tävlande i TV-programmet Let's Dance på TV4 2009 tillsammans med sin danspartner Annika Sjöö. Samuelsson och Sjöö vann tävlingen.[10]
- Samuelsson medverkade i filmen Göta Kanal 3 (2009), i en mindre roll som biker.[11]
- Hösten 2009 medverkade Samuelsson i Ladies Night[12] samt i TV-programmet Superstars på TV3.[13]
- I slutet av 2011 spelade Samuelsson polisen Gunnar Nyberg i filmatiseringen av Arne Dahls bok Misterioso på Sveriges Television.

### Filmografi och TV
- 1998 – Fångarna på fortet (TV-serie)
- 2003 – Hem till Midgård (TV-serie)
- 2003 – Fångarna på fortet (TV-serie)
- 2009 – Göta kanal 3 – Kanalkungens hemlighet
- 2009 – Let's Dance (TV-serie)
- 2009 – Super stars (TV-serie)
- 2010 – Fångarna på fortet  (TV-serie)
- 2011 – Arne Dahl: Misterioso
- 2011 – Fångarna på fortet (TV-serie)
- 2012 – Arne Dahl: Upp till toppen av berget
- 2012 – Arne Dahl: De största vatten
- 2012 – Arne Dahl: Europa Blues
- 2017 – The Last Kingdom
- 2018 – Hälsningar från (TV-serie)[14]
- 2021 – Gåsmamman (TV-serie)
- 2022 – Medieval

## Familj
Magnus Samuelsson är gift med Kristin Samuelsson, som har vunnit tävlingen Sveriges starkaste kvinna. Han har också en yngre bror, Torbjörn Samuelsson, som också har tävlat i strongman och som bland annat har vunnit tävlingen Sveriges starkaste man 1998. Han har två barn..